# تری‌سام (فیلم)
تری‌سام (انگلیسی: Threesome) یک فیلم درام کمدی سکسی آمریکایی محصول ۱۹۹۴ به نویسندگی و کارگردانی اندرو فلمینگ و با بازی لارا فلین بویل، استیون بالدوین و جاش چارلز است. این یک کمدی اتوبیوگرافیک آمیخته با تفسیر اجتماعی است و بر پایهٔ خاطرات کالج فلمینگ ساخته شده‌است. این فیلم توسط انجمن تصویر متحرک آمریکا رتبه آر (R) را دریافت کرد.

## داستان
به دلیل یک خطای اداری، دو دانشجوی مرد، ادی خجالتی و روشنفکر (جاش چارلز) و استوارت یک جوک آمریکایی (استیون بالدوین) با یک هم اتاقی زن مواجه می‌شوند. دانشگاه فکر می‌کرد که الکس (لارا فلین بویل) یک مرد است (بر اساس نام او) و بنابراین این سه دانشجو مجبور می‌شوند با یکدیگر زندگی کنند تا زمانی که دانشگاه بتواند الکس را به محل اقامت زنان منتقل کند.
الکس عاشق می‌شود و تلاش ناموفقی برای اغوای ادی (که همجنس‌گرا است) انجام می‌دهد. ادی عاشق استوارت می‌شود. استوارت عاشق الکس است. این سه نفر دوستان خوبی می‌شوند و هر کسی را که سعی در اغوای دیگری دارد می‌ترساند. در نهایت الکس، استوارت و ادی توافق می‌کنند که یک سکس سه‌نفره واقعی داشته باشند که به نظر می‌رسد دوستی را از بین می‌برد و احتمال باردار شدن الکس را افزایش می‌دهد.
بعد از سه نفره، آنها شروع به دور شدن می‌کنند. سه هفته بعد ترم به پایان می‌رسد. الکس به یک آپارتمان نقل مکان می‌کند و ادی یک خوابگاه مجردی می‌گیرد. ادی (راوی فیلم) در نهایت دوست پسری پیدا می‌کند، استوارت در رابطه تک همسری با یک زن خوشبختی می‌یابد و الکس مجرد می‌ماند. در حالی که آنها اکنون فقط گاهی اوقات همدیگر را برای ناهار می‌بینند، به نظر نمی‌رسد از دوستی خود در دوران دانشگاه پشیمان باشند.

## بازیگران
- جاش چارلز در نقش ادی
- لارا فلین بویل در نقش الکس
- استیون بالدوین در نقش استوارت
- الکسیس آرکت در نقش دیک
- مارتا گهمن در نقش رنای
- مارک آرنولد در نقش لری
- میشل متسون در نقش کریستن
- جوآن بارون در نقش زن کرت

## بازخورد
پس از اکران، فیلم نقدهای منفی دریافت کرد. گردآورنده نقد راتن تومیتوز گزارش داد که ۲۸ درصد از منتقدان، بر اساس ۲۵ نقد، با میانگین امتیاز ۴٫۴۱/۱۰ را ارائه کردند. اجماع این سایت می‌نویسد: «عنوان تیتراژ سه‌نفره یک درام وحشتناک کسل‌کننده را رد می‌کند که ستاره‌های جذاب آن به راحتی با فیلمنامه‌ای کم‌عمق برابری می‌کنند.» راجر ایبرت به فیلم سه ستاره داد و نوشت: «دیالوگ واقعاً قوی‌ترین عنصر فیلم است. این سه بازیگر همگی باهوش هستند و می‌توانند روشی را که بچه‌ها گاهی اوقات از کلمات استفاده می‌کنند، حتی کلمات بسیار جسورانه، به عنوان ماسکی برای عدم اطمینان و کمرویی، منعکس کنند.»
پس از اکران فیلم، بازیگران لنس هارت و اکسل براون هر دو در توئیتی به انتقاد از فیلم پرداختند و گفتند که احساس می کنند «فریب خورده‌اند» و این فیلم «یک نمای ارزان است که ما را بد جلوه می‌دهد». با این حال، از آن زمان، براون حمایت خود را از این فیلم اعلام کرد و در اولین نمایش آن در ایالات متحده حضور داشت.

## فهرست‌های پایان سال
- پنجمین بدترین– جان هرلی، استیتن آیلند ادونس[۶]
- ششمین بدترین– دسون هاو، واشینگتن پست[۷]
- ششمین بدترین– دن کرافت، پانتاگراف[۸]
- ۱۰ بدترین (به ترتیب حروف الفبا، بدون رتبه) – ویلیام آرنولد، سیاتل پس از هوش[۹]

## رسانه خانگی
در سال ۲۰۰۱، یک دی‌وی‌دی از فیلم با برخی ویژگی‌های خاص منتشر شد: تفسیر صوتی کارگردان، پایان متناوب، زیرنویس‌های مختلف زبان و فایل‌های نقش‌های بازیگران.